# Ликич, Славенко
Славенко Ликич (босн. Slavenko Likić; 25 декабря 1974, Сараево, СФРЮ) — югославский и боснийский конькобежец, участник Олимпийских игр 1992 года.

## Биография
На Олимпийских играх в Альбервиле выступал на дистанциях в 500 и 1000 метров. Итоговый результат в обеих дисциплинах — 43 место.
Планировал отбираться на Олимпийские игры в Лиллехаммере, однако охватившая Боснию и Герцеговину в начале 90 годов XX века гражданская война не дала ему возможности выступить на нужных международных соревнованиях.